# صفة الصفوة (كتاب)
صفة الصفوة هو كتاب في السيرة النبوية والتراجم والطبقات، ألفه الحافظ أبو الفرج بن الجوزي (508 هـ - 597 هـ)، يبحث الكتاب في التراجم وقصص الاعتبار والمواعظ التي حصلت مع الأتقياء والأصفياء من الصحابة ومن بعدهم، ابتدأ ابن الجوزي المصنف بذكر مجمل عن سيرة رسول الله وأخلاقه وصفاته الكريمة وشمائله الحميدة، ثم ذكر بعضا من كبار الصحابة كالعشرة المبشرين بالجنة وغيرهم ثم العباد والأتقياء والصالحين، حيث يذكر أسماءهم وشيئاً من مآثرهم وأخلاقهم التي يُقتدى بها ويُهتدى بنورها من الاعتبار والاتعاظ والسير على نهجهم، وقد زاد مَن ذكرهم ابن الجوزي في كتابه على 1030 علماً.